# Миозински филаменти
Миозински или дебели филаменти су полимеризовани протеински молекули који учествују у изградњи миофибрила. Имају дијаметар 15 nm и дужину око 1,6 µm. Састоје се од 200—300 молекула миозина.
Миозин чине два тешка и четири лака полипептидна ланца. Тешки ланци се спирално увијају и формирају двоструки хеликс. Међутим, на једном крају, они се набирају и граде тзв. миозинске главе, а у њихов састав улазе и лаки ланци (по два за сваку главицу). 
Појединачни миозински молекули се удружују и формирају филамент, а миозинске главе су спирално распоређене око њега. Оне су постављене на растојању од 14 nm и потребно је шест главица да формира један навојак. Зато је сваки миозински филамент окружен са шест актинских.
Део између тела филамента и главица назива се рука, а глава и рука заједно чине структуру под именом попречни мост. Попречни мостови су покретни и имају способност да се везују за активна места на танким филаментима, што представља основу процеса мишићне контракције.